# Muscardin (cépage)
Pour les articles homonymes, voir Muscardin.
Le muscardin est un cépage noir de cuve. Probablement originaire de Vaucluse, il a des ressemblances avec la mondeuse noire.

## Ampélographie
Grappes de taille moyenne et de forme cylindrique et compacte. Les baies sont de forme ovoïde, noires-bleutées. N'est jamais vinifié seul mais est souvent associé au grenache, au syrah ou encore au mourvèdre.

## Assemblage
Originaire du département de Vaucluse, il est toujours vinifié en assemblage avec d'autres cépages. Il apporte au vin floralité et fraîcheur. Ce cépage est utilisé par exemple dans le châteauneuf-du-pape, le gigondas, le vacqueyras et autres côtes-du-rhône.

## Synonymes

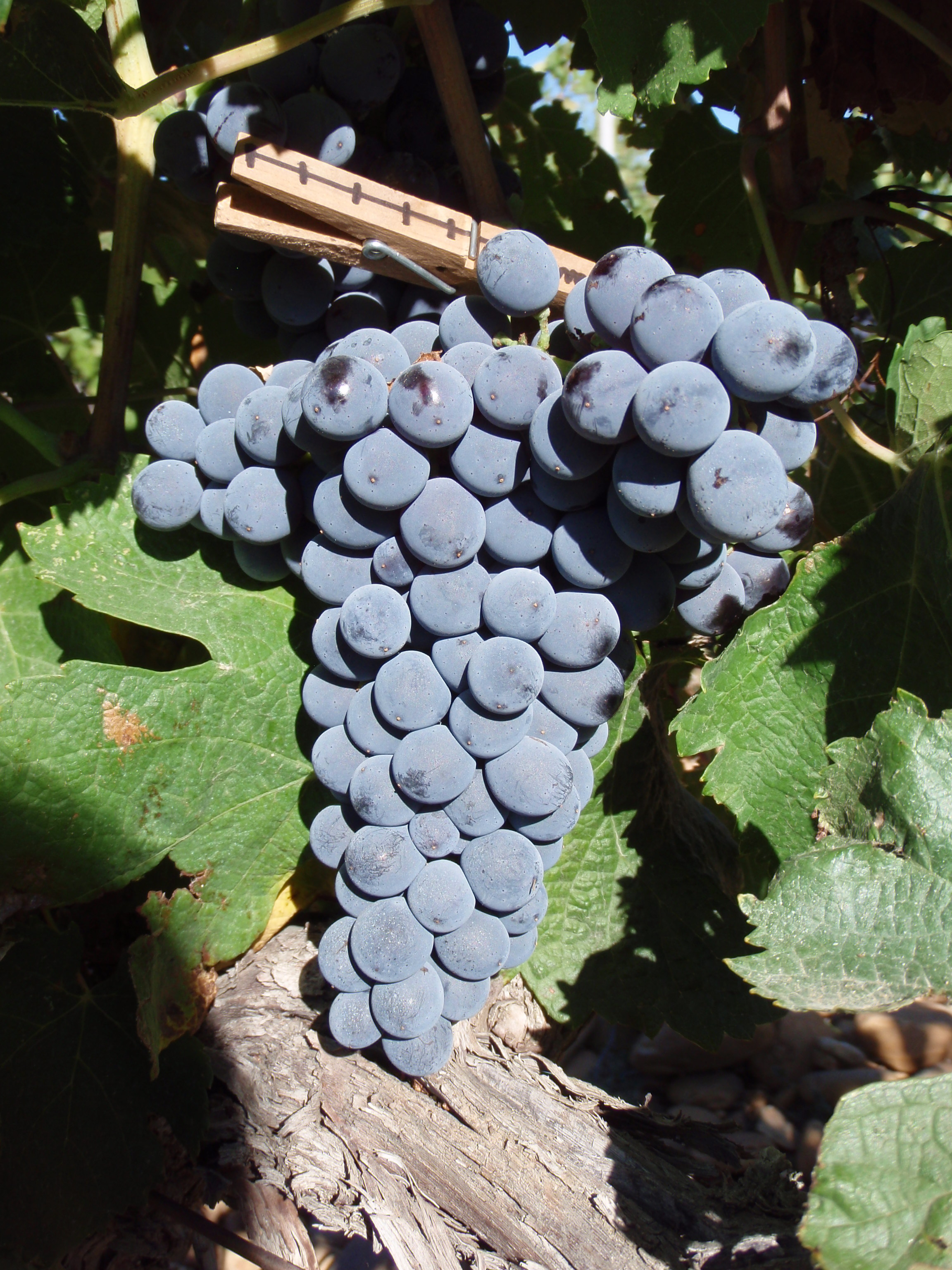
Muscardin

Le muscardin est aussi connu sous les noms de « muscadin » et « muscardin noir ».